# Académie de théâtre, radio, cinéma et télévision (Ljubljana)
L'Académie de théâtre, de radio, de cinéma et de télévision de Ljubljana (slovène : Akademija za gledališče, radio, film in televizijo, acronyme : AGRFT) est la seule institution en Slovénie qui forme aux professions dans ces domaines. Elle fait partie de l'Université de Ljubljana. Elle est dirigée par Tomaž Gubenšek (sl)

## Histoire
L'Académie a été créée en 1945 sous le nom d'Académie des arts du spectacle. Progressivement, l'offre de domaines d'études s'est élargie ; des départements de cinéma, radio et télévision ont été créés. Ainsi, en 1963, l'académie prend son nom actuel. C'était un établissement d'enseignement supérieur indépendant jusqu'en 1975, date à laquelle il est devenu membre de l'Université de Ljubljana.
En plus des programmes d'études de premier cycle (art dramatique, mise en scène, dramaturgie et arts du spectacle, cinéma et télévision), l'académie propose des programmes d'études de deuxième cycle de master (art dramatique, scénographie, dramaturgie et arts du spectacle, théâtre et radio Réalisation, Création cinématographique et télévisuelle) Études cinématographiques et télévisuelles, Art du mouvement, Formes de la parole).

## Professeurs
Boris Cavazza, Barbara Cerar, Darja Švajger, Aleš Valič, Matjaž Zupančič, Miran Zupanič, Sebastijan Horvat, Tomaž Gubenšek, Vladimir Jurc, Janja Korun, Blaž Lukan, Janez Pipan, Marko Naberšnik, Branko Šturbej, Nataša Barbara Gračner, Branko Jordan, Matjaž Tribušon, Jernej Lorenci, Tomaž Toporišič, Boris Ostan, Saša Pavček.

## Élèves
Mojca Fatur, Maruša Majer, Tomaž Pandur, Tone Peršak, Marko Šantić, Marjan Šarec, Mira Sardoč, Anica Sivec, Goran Vojnović.

## Galerie

Représentations par des élèves de l'Académie
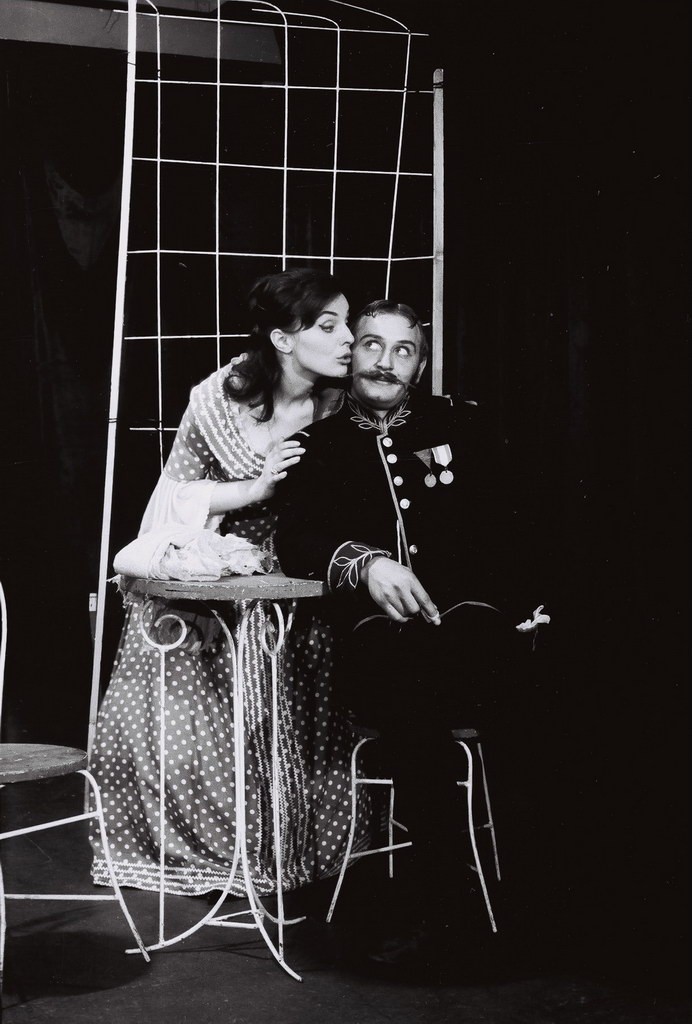
Anka Zupanc (sl) et Dare Valič (en) dans Rendez-vous d'Anton Medved en 1964
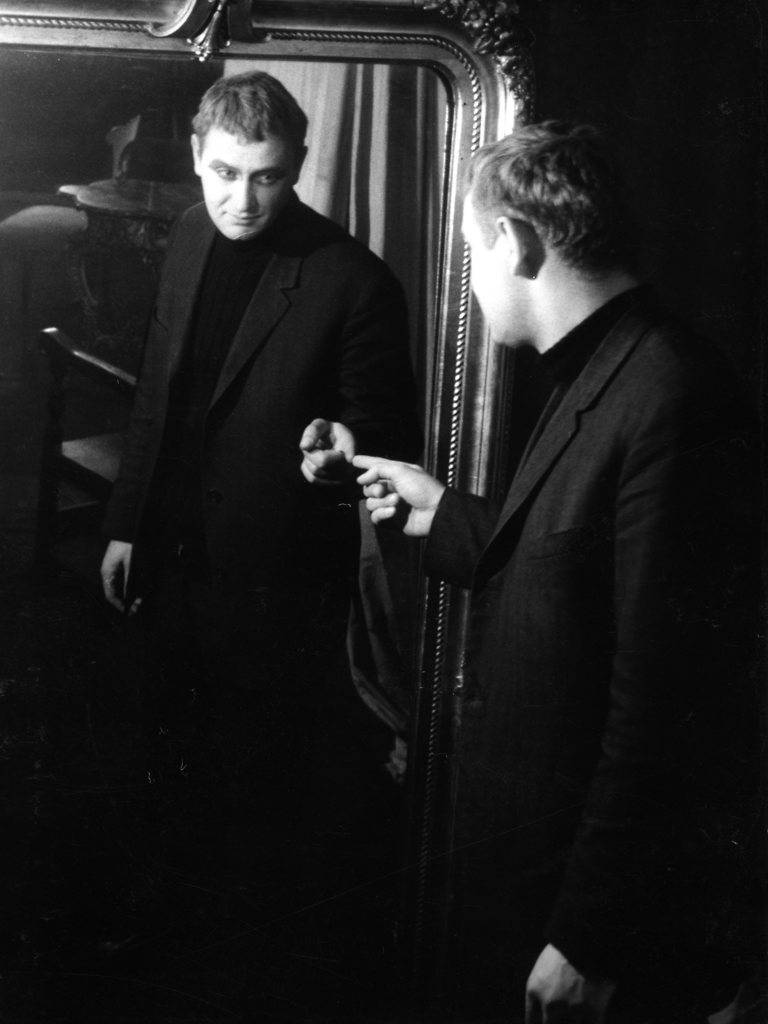
Dare Valič (en) dans une pièce de Luigi Pirandello
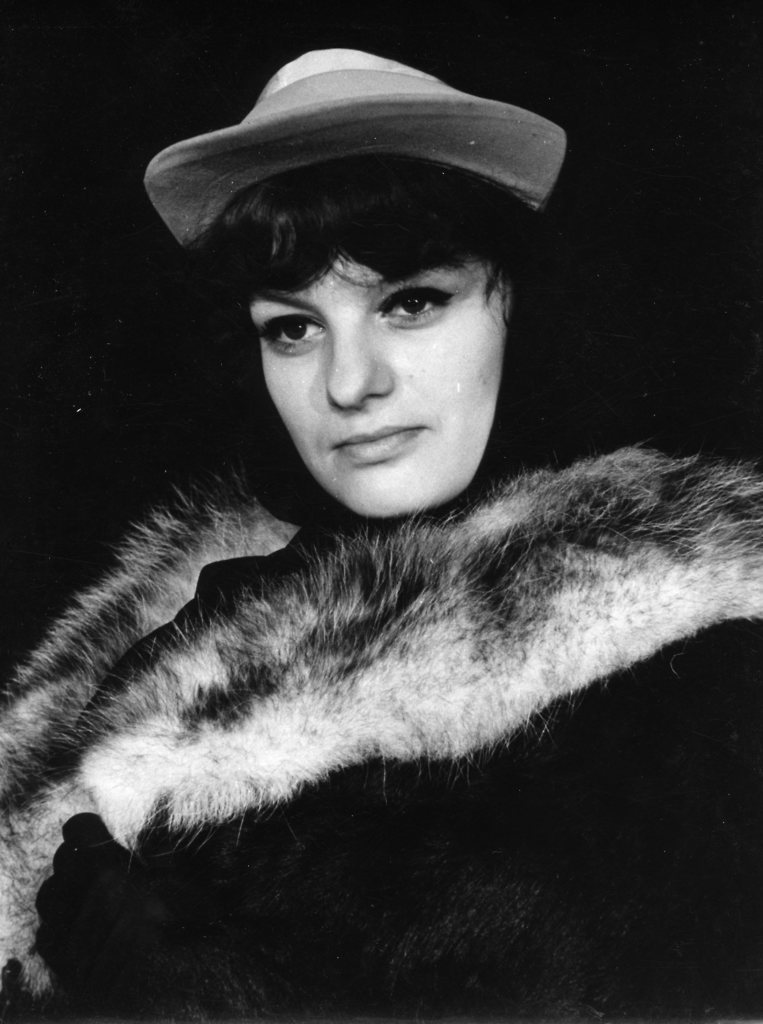
Ljerka Belak dans une pièce d'Arthur Schnitzler en 1967 ou 68.
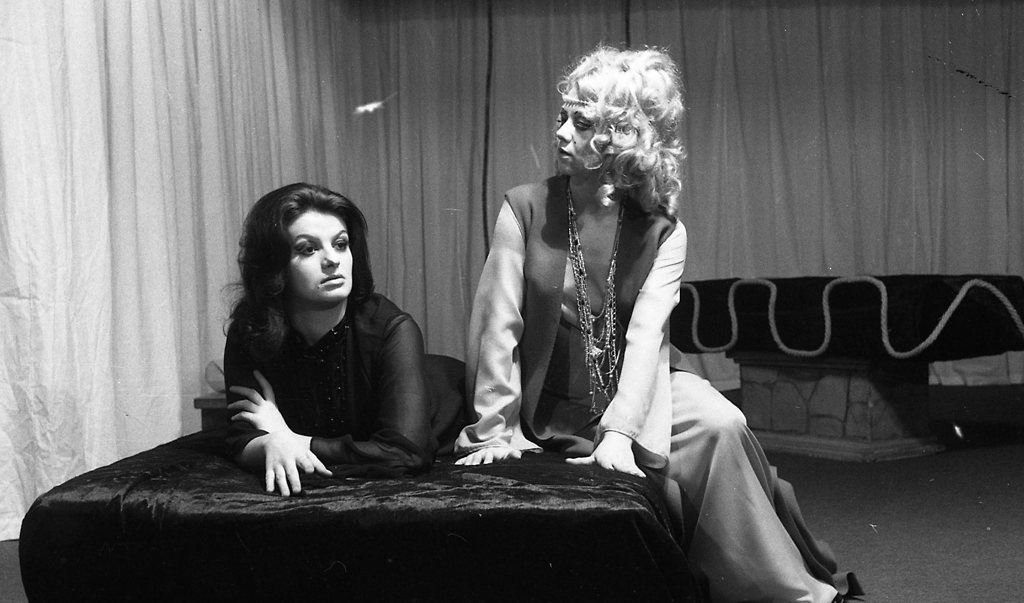
Ljerka Belak et Anica Sivec dans L'École des veuves de Jean Cocteau en 1969